# Родоцен
Родоцен,  бис(η5-циклопентадиенил)родий(II)- химическое соединение с формулой [Rh(C5H5)2].
Каждая его молекула содержит атом родия, связанный между двумя компланарными системами из пяти атомов углерода, известными как циклопентадиенильные кольца, в сэндвич. Является металлоорганическим соединением, так как связи родий-углерод ковалентные. Радикал [Rh(C5H5)2] найден при температуре свыше 150 °C и выделен охлаждением жидким азотом (до температуры −196 °C). При комнатной температуре пара таких радикалов образуют димер жёлтого цвета, в котором два циклопентадиенильных кольца соединены вместе.